# 梅甘·卡尔莫
梅甘·卡尔莫（英語：Megan Kalmoe，1983年8月21日—），美国女子赛艇运动员。她曾代表美国参加2008年、2012年、2016年和2020年夏季奥林匹克运动会赛艇比赛，其中2012年奥运会获得一枚铜牌。